# Cance (rivière)
Pour les articles homonymes, voir Cance.
La Cance est une rivière française qui coule dans le département de l'Ardèche. C'est un affluent direct du Rhône en rive droite.

## Géographie
La Cance prend sa source au col des Baraques, non loin de la source du Doux, pour rejoindre le Rhône à Sarras, après un parcours de 41,3 kilomètres. Elle baigne la ville d'Annonay.
Son bassin versant est de l'ordre de 380 km2.
Dans sa partie supérieure, la Cance présente de très fortes pentes voisines de 10 %. Ces pentes diminuent en aval de Saint-Julien-Vocance pour atteindre 2 % puis 1 % dans le secteur en aval d'Annonay. La Cance amont (amont d'Annonay), reçoit comme principal affluent le Malbuisson. Ce ruisseau aux eaux pures descend des sommets de la forêt de Taillard sur la commune de Vanosc.
D'autres affluents, de moindre importance, drainent cette vallée et rejoignent la Cance : le Cansonnet à proximité du Monestier, le ruisseau de la Masse à Villevocance et bien d'autres ruisseaux parfois à sec en périodes estivales.
La haute vallée est profonde avec un profil en « V » qui s'ouvre progressivement de Vocance à Villevocance. Elle se referme ensuite en gorges étroites, d'abord à Galléliaure puis dans l'agglomération d'Annonay. Dans la partie basse de la ville d'Annonay, la Cance reçoit en rive gauche son principal affluent, la Deûme (orthographié Déôme dans sa partie ligérienne).
Ensuite, elle s'enfonce de façon continue dans des gorges jusqu'à déboucher dans le Rhône à Sarras. Sur ce parcours, elle reçoit principalement trois petits affluents en rive droite : le Lignon, l'Embrun et la Goueille.
La vallée en amont d'Annonay s'appelle "la Vocance" étymologiquement : vallée de la Cance.
C'est sur cette rivière que l'ingénieur Marc Seguin, d'Annonay, construisit son premier pont suspendu : une passerelle de 18 m.

### Toponymes
La Cance a donné son hydronyme aux quatre communes suivantes de Saint-Julien-Vocance, Vocance, Andance, et Villevocance.

## Affluents
- La Déôme ou Deûme (rive gauche) : 29,2 km de longueur et bassin versant de 160 km2
- Le Lignon (rive droite) : 6,5 km de longueur et bassin versant de 9 km2
- L'Embrun (rive droite) : 6 km et bassin versant de 12 km2
- La Goueille (rive droite) : 6,5 km et bassin versant de 18 km2
- Le Malbuisson (rive gauche)
- Le Cansonnet (rive gauche)
- La Masse (rive gauche)

## Hydrologie
Le débit de la Cance a été observé sur une période de 49 ans (1965-2013), à Sarras, ville du département de l'Ardèche située au niveau de son confluent avec le Rhône,. Le bassin versant de la rivière est de 380 km2.
Le débit moyen inter-annuel ou module de la rivière est de 4,22 m3/s.
La Cance présente des fluctuations saisonnières de débit importantes et typiques des rivières du Massif central avec une composante cévenole déjà perceptible. Les hautes eaux se déroulent en automne-hiver et se prolongent quelque peu au printemps (petit sommet en mai) ; elles s'accompagnent d'un débit mensuel moyen situé entre 5,46 à 7,49 m3/s, de novembre à mars inclus (avec un maximum en novembre). Les basses eaux ont lieu en été, de juillet à septembre, avec une baisse du débit mensuel moyen atteignant le niveau de 1,04 m3/s au mois d'août.

### Crues
D'autre part les crues peuvent être importantes et sont assez fréquentes. Le débit instantané maximal enregistré a été de 427 m3/s le 2 décembre 2003, tandis que la valeur journalière maximale a été de 256 m3/s à la même date. Le QIX 2 et le QIX 5 valent respectivement 79 et 150 m3/s. Le QIX 10 est de 190 m3/s. Quant au QIX 50, il est de 290 m3/s.
À titre de comparaison, le QIX 10 de l'Eure à Cailly-sur-Eure vaut 90 m3/s, tandis que son QIX 50 est de 120 m3/s. Le QIX 10 comme le QIX 50 de la Cance, rivière dotée d'un petit bassin de 380 km2, sont de plus du double de ceux de l'Eure, alors que le bassin versant de ce dernier est plus de douze fois plus étendu.

### Lame d'eau et débit spécifique
La lame d'eau écoulée dans le bassin de la Cance est de 362 millimètres annuellement, ce qui est un peu supérieur à la moyenne d'ensemble de la France, mais nettement inférieur à la moyenne de la totalité du bassin du Rhône (670 millimètres à Valence), et surtout du bassin de l'Ardèche voisine. Le débit spécifique (ou Qsp) atteint 11,4 litres par seconde et par kilomètre carré de bassin.

## Pollution
Dans les années 1970, notamment en raison de la présence de nombreuses industries présentes à Annonay (papetière, textile, automobile, agroalimentaire et pharmaceutique…) mais également d'une décharge en aval d'Annonay, la Cance était une des rivières les plus polluées de Rhône-Alpes, voire de toute la France.
Aussi, à partir des années 1980, des programmes visant à améliorer la qualité de l'eau ont été lancés, notamment par la construction de stations d'épurations.